# Die Football-Prinzessin
Die Football-Prinzessin ist ein US-amerikanisches Fernseh-Drama aus dem Jahr 1983. Der Film basiert auf einer wahren Begebenheit und wurde am 3. Dezember 1983 zum ersten Mal auf CBS ausgestrahlt. Seine deutschsprachige Erstausstrahlung war am 24. Januar 1991 auf RTL.

## Handlung
Ralph Maida ist gerade mit seiner Familie aus Prince George, Kanada nach Philomath, Oregon gezogen und bittet den hiesigen Footballtrainer Ed Ainsworth darum, dass seine Tochter im Footballteam mitspielen dürfe. Der Trainer hat nichts dagegen, aber zuerst müsse er den Vorstand der Schule davon überzeugen. Die Nachricht über Tami Maida wird schnell Stadtgespräch und der Familie schlägt Spott und Antipathie entgegen. Auch der Vorstand sähe es lieber, wenn sie Cheerleaderin wäre anstatt Footballspielerin. Aber da es laut einem Bundesgesetz für alle Mädchen und Jungen gleiche Voraussetzungen geben muss und es lediglich ein Männer-, aber kein Frauenfootballteam gibt, sehen sie sich gezwungen, Tami am Probetraining teilhaben zu lassen. Tami nimmt anschließend am harten Training der "Grizzlies" teil und ist auch dort der Skepsis und Häme der Jungs ausgesetzt. Da sie aber unglaublich gut passen kann und das Training übersteht, wird sie aufgenommen. Schnell spricht sich diese Sensation herum und die ersten Reporter berichten darüber. Nur gefällt es ihren neuen Mitschülern nicht. Sie wird von den Cheerleadern belästigt. Einzig ihre Teamkameraden stehen zu ihr und Mitschüler Scott Massey zeigt Interesse an ihr.
Das erste Heimspiel der Saison läuft schlecht für die "Grizzlies" und es sieht lange Zeit nach einer Niederlage aus. Eher aus Verzweiflung wechselt Coach Ainsworth Tami ein. Ihre Pässe sind dabei so gut, dass sie das Spiel noch drehen und mit 7:6 gewinnen. Daraufhin wird Maida von Scott zu einem Date in die Wildnis eingeladen, dabei rennt er mit aller Kraft über unterschiedliche Hindernisse, wobei sie ihm keuchend folgt. Sie ist sauer, dass er das alles für einen Wettbewerb hält und meint, dass auch sie ein Mädchen sei, das wie ein Mädchen behandelt werden möchte, auch wenn sie Football spielt und athletisch ist. Sie lässt ihn allein zurück. An den folgenden Tagen fühlt sie sich verstärkt an der Schule ausgegrenzt und bittet ihre Mutter um Rat. Diese erzählt, dass sie einst den Traum hatte, Sängerin zu werden und ihn aufgab, weil man von ihr erwartete, zu heiraten und Kinder zu bekommen. Daher bittet sie ihre Tochter an ihrem Traum festzuhalten. Und so spielt Tami weiter. Beim zweiten Spiel läuft es trotz ihres Einsatzes nicht gut. Sie bekommt viel ab und schafft es zum Schluss gerade noch, mit einem Pass den entscheidenden Touchdown zu erringen, so dass sie 10:7 gewinnen. Scott ist allerdings aufgebracht und will die gegnerischen Spieler, die Tami so hart angingen, zur Rede stellen und wird selbst niedergeschlagen. Das wiederum macht Tami sauer, da sie meint, dass sie ihre Kämpfe selber austragen kann und nicht wie ein Mädchen behandelt werden möchte. Dabei sieht sie ein, dass sie einerseits wie ein Mädchen und andererseits doch nicht wie ein Mädchen behandelt werden möchte.
Aber das stört die Sympathie der beiden nicht. Denn nach dem dritten erfolgreichen Spiel küsst Scott sie zum ersten Mal. Das vierte Spiel ist ebenfalls erfolgreich und all jene, die zuvor gegen Tami hetzten, unterstützen sie nun. Die Unterstützung hört auch nicht auf, nachdem sie das erste Auswärtsspiel der Saison mit 38:7 verlieren. Tami wird gar als Homecoming Queen nominiert. Die Medien berichten darüber und das Team kauft ihr ein Abschlusskleid. Tami ist so gerührt, dass sie sich bei allen mit Tränen und Küssen bedankt. Beim abschließenden Spiel der Saison wird Tami nicht eingewechselt und es sieht schlecht für die Mannschaft aus. Erst nach ihrer Einwechslung kurz vor Schluss bringt sie ihre Mannschaft einen Yard vor die Endzone und schafft anschließend selbst den Touchdown. Die anschließende Siegesfeier fällt allerdings kurz aus, damit sie noch mit Scott auf dem Abschlussball tanzen kann. Zu ihrer Überraschung wird sie auch noch zur Abschlusskönigin gewählt. Unter Tränen bedankt und verabschiedet sie sich, da sie die Schule im nächsten Jahr wieder verlassen wird.

## Kritik
Das Lexikon des internationalen Films meinte: „Ein Fernsehfilm ohne sonderliche Überraschungen.“